# Хеслем, Генри Норт
Генри Норт Хеслем (англ. Henry North Haslam; 5 июня 1879, Уорксоп, Ноттингемшир, — 13 октября 1942, Ноттингем, Ноттингемшир) — английский футболист, чемпион летних Олимпийских игр 1900.
На Играх 1900 в Париже Хеслем был капитаном британской команды «Аптон Парк». Британская команда выиграла в единственном матче у Франции со счётом 4:0, причём Хеслем забил один из голов, и заняла первое место, выиграв золотые медали.